# Ferrocarril Larmanjat de Torres Vedras
El Ferrocarril Larmanjat de Torres Vedras fue una vía férrea en monocarril (Larmanjat) que unía Lisboa (Portas do Rego) a Torres Vedras, en una extensión total de 54 km, habiendo funcionado entre 1873 y 1877.

## Historia

### Larmanjat en Portugal
En 1868, el Duque de Saldanha, que se encontraba en aquel momento en Francia, tuvo la oportunidad de presenciar una demostración del sistema ferroviario Larmanjat, habiendo participado el mismo en un viaje experimental, en los alrededores de París, entre Raincy y Montfermeil.
El Duque de Saldanha, un entusiasta del ferrocarril, vio en el sistema Larmanjat, más económico que el tradicional, la solución para una red suburbana de transporte ferroviario a Lisboa. Formó la “Lisbon Steam Tramways Company”. para explotación, en Lisboa, del sistema Larmanjat.

### Ferrocarril Larmanjat de Torres Vedras
El Duque de Saldanha obtuvo, el 25 de octubre de 1869, licencias para establecer un ferrocarril Larmanjat de Lisboa a Leiría, pasando por Lumiar, Torres Vedras, Caldas da Rainha y Alcobaça.
El 4 de septiembre de 1873, fue inaugurada la línea de Torres Vedras, habiendo partido la primera composición de la estación de Portas do Rego a las 6 horas y 25 minutos.
El recorrido, con 54 km, era efectuado en 4 horas y 20 minutos (en diligencia rondaba las 6 -7 horas), estando compuesto por las siguientes estaciones: Portas do Rego, Campo Pequeno, Campo Grande, Lumiar, Nova Sintra, Santo Adrião, Loures, Pinheiro de Loures, Lousa, Venda do Pinheiro, Malveira, Vila Franca do Rosário, Barras, Freixofeira, Turcifal, Carvalhal y Torres Vedras. Este recorrido era muy semejante al de la actual Y.N. 8. La estación terminal en Torres Vedras se localizaba en el plataforma detrás de la “taberna Venceslau”.
La línea fue abierta el sábado siguiente, 6 de septiembre de 1873. Las composiciones estaban compuestas por vagones de 1ª y 3ª clases. Los precios eran de 900 y 700 reales respectivamente.
Los descarrilamientos constantes, las averías sucesivas, las quejas frecuentes de los pasajeros y los grandes retrasos hicieron que muchos volviesen a optar por las diligencias, a pesar de ser más deficitarias.
Fueron infructíferas las tentativas para captar pasajeros (más horarios y precios más bajos), por lo que el servicio fue suspendido el 8 de abril de 1875. Siendo retomado más tarde, sin éxito, cerró definitivamente, en 1877, con la quiebra de la “Lisbon Steam Tramways Company".

## Características del Larmanjat
La designación "Larmanjat", se debe a su creador el Ingeniero Mecánico francés J. Larmanjat.
Al contrário de los tradicionales dos carriles paralelos, el sistema Larmanjat se basaba en un único carril, en el cual encajaban ruedas localizadas en el eje central de la locomotora a vapor y de los vagones. Para que la composición no cayese existían también ruedas laterales de apoyo que deberían asentarse en una superficie plana, preferentemente pasarelas de madera colocadas paralelamente al carril en ambos lados.
Era, por esto, un sistema más económico pues circulaba por las rutas, no necesitando, en consecuencia, de camino propio.